# Darren Bundock
Darren Bundock (ur. 21 marca 1971 w Gosford) – australijski żeglarz sportowy, dwukrotny wicemistrz olimpijski, sześciokrotny mistrz świata.
Srebrny medalista igrzysk olimpijskich w 2000 (z Johnem Forbesem) i 2008 roku (z Glennem Ashby) oraz zdobywca szóstego miejsca w 2004 roku w klasie Tornado.
Złoty medalista mistrzostw świata w 1998, 2001, 2002, 2003, 2006, 2008 oraz brązowy medalista w 1996 i 2004 roku.